# Juan Perez de Malvenda
Juan Perez de Malvenda of Maluenda (Brugge, 1511 – 1606) was stadsbestuurder van Brugge en belangrijk bewaarder van Brugs erfgoed.

## Levensloop
Juan Perez was de zoon van Diego Perez de Malvenda, die in 1498 vanuit Burgos in Spanje naar Brugge was verhuisd en in deze stad het ambt van consul van de Spaanse natie uitoefende. Hij trouwde in 1499 met Marguerite Hanneton en ze hadden vier zoons:
- Philippe, die prior werd van de Duinenabdij.
- Antoine, die kanunnik was van de Sint-Donaaskathedraal.
- Diego, die in 1557 in Florence overleed. Hij bleef vrijgezel.
- Juan, die hier behandeld wordt.

Juan Perez trouwde in 1557 met Magdalena de Chantraines dit de Broucqsaulx, en ze hadden zes kinderen. Hij bleef niet verbonden aan de Spaanse natie, maar werd staatsburger van de stad Brugge. Tussen 1538 en 1571 was hij elfmaal wethouder, driemaal raadslid, vijfmaal thesaurier en tweemaal burgemeester van de raadsleden. Alleen de hoogste functie van burgemeester van de schepenen bekleedde hij nooit. In de volgende jaren was hij 'redenaar' (equivalent van schepen) in het Proosse, en was er in 1581 voorzitter van, tijdens de periode dat de stad een calvinistisch bestuur had. 
Perez woonde aanvankelijk in de Culcstrate of Kelkstraat, later omgedoopt tot Mallebergplaats 9-15, terwijl de achterliggende Corte Culcstrate de nog bestaande Kelkstraat werd. Hij woonde in een groot huis in renaissancestijl, dat de toepasselijke naam Onze Lieve Vrouw van Montserrat droeg.  Hij was tussen 1542 en 1555 verschillende keren hoofdman van het Sint-Janssestendeel, waar de Kelkstraat toe behoorde. Hij verkocht het pand op 9 november 1556 aan Daniel de Schietere de Lophem (1506-1560), die er zijn belangrijke handelsactiviteiten in onderbracht en er kwam wonen.
De zaken draaiden wellicht niet meer zo goed voor Perez en hij werd ook een dagje ouder. Hij huurde voortaan woningen, bij voorkeur van zijn welvarende schoonbroers die hem waarschijnlijk van gunsttarieven lieten genieten. Hij verdween ook in grote mate uit het politieke en sociale leven van de stad.

## Relikwie van het Heilig Bloed
Perez werd lid van de Edele Confrérie van het Heilig Bloed en in 1539 was hij er proost van. Hij bleef zijn verdere leven lang een actief lid.
In 1578 werd een grotendeels calvinistisch stadsbestuur aangesteld in Brugge. Dit bestuur besliste in september 1578 alle kerkschatten op te eisen en in de stadshallen te stapelen, maar gaf anderzijds de vrijheid om relikwieën in veiligheid te brengen. De Confrérie mocht de relikwie van het Heilig Bloed bewaren, op voorwaarde de zilveren reliekmonstrans in te leveren. Men kon deze gunst wellicht moeilijk weigeren aan de proost van de Edele Confrérie, Charles des Trompes (1542-1598), die als raadslid deel uitmaakte van hun bestuur en evenmin aan de voormalige gemeentebestuurders en kerkmeesters van de Heilig Bloedkapel Juan Perez de Malvenda en Anselme de Boodt (1525-1587), die nauw verwant waren met verschillende leden van het college en van de raad. Juan Perez de Malvenda ging de relikwie in de Heilige Basiliuskerk ophalen, stopte ze in een loden kist, daarna in een houten kist en begroef ze in de tuin van zijn woning.
Zes jaar later, op 29 november 1584, toen Brugge opnieuw onder het Spaans gezag was gekomen, overhandigde Juan Perez de relikwie aan de bisschop van Brugge Remigius Driutius. Tijdens de voorbije periode had hij de relikwie verborgen gehouden in de drie huizen die hij achtereenvolgens had bewoond: het huis langs de Dyver dat aan zijn schoonbroer Joos de Damhouder behoorde, het "Hof van Beveren" in de Nieuwstraat (nu nr. 5) dat toebehoorde aan Anna de Thiennes en het huis aan de voet van de Eekhoutbrug in de Wollestraat (nu nr. 53) dat toebehoorde aan zijn schoonbroer Jacob de Chantraines.
Vanwege deze reddingsoperatie werd de naam Perez de Malvenda in hoge eer gehouden. Het huis de Chantraines wordt tot op heden ten onrechte het Huis Perez de Malvenda genoemd.
Het huis op de Mallebergplaats bestaat grotendeels nog steeds, verborgen achter een negentiende-eeuwse gevel. De toegangspoort werd in de negentiende eeuw door de stadsarchitect Rudd verplaatst naar de Boomgaardstraat 3, waar het als ingangspoort diende voor het voormalige Jezuïetencollege, later rijksmiddelbare school geworden. Het doet nog steeds dienst voor het Europacollege.